# Psychotria nuda
Psychotria nuda är en måreväxtart som först beskrevs av Adelbert von Chamisso och Diederich Franz Leonhard von Schlechtendal, och fick sitt nu gällande namn av Heinrich Wawra. Psychotria nuda ingår i släktet Psychotria och familjen måreväxter. Inga underarter finns listade i Catalogue of Life.